# 藤原正世
藤原 正世（ふじわら の まさよ）は、平安時代初期から前期にかけての貴族。藤原式家、大蔵大輔・藤原貞本の子。官位は従五位上・因幡介。

## 経歴
承和9年（842年）従五位下・刑部少輔に叙任されるが、同年9月に発生した承和の変に連座して、安芸権介に左遷される。承和14年（847年）恩赦によって入京を許され、翌承和15年（848年）治部少輔に任ぜられる。嘉祥2年（849年）肥後守に転じると、河内権守・河内守・常陸介と仁明朝末から文徳朝にかけて地方官を務める。
のち散位を経て、貞観2年（860年）大蔵少輔に任ぜられて京官に復帰するが、翌貞観3年（861年）因幡介として再び地方官に転じた。

## 官歴
『六国史』に基づく。
- 承和9年（842年） 正月7日：従五位下。7月26日：安芸権介
- 承和15年（848年） 2月14日：治部少輔
- 嘉祥2年（849年） 正月13日：肥後守。2月27日：河内権守
- 嘉祥4年（851年） 正月11日：河内守
- 仁寿3年（853年） 正月16日：常陸介
- 貞観2年（860年） 11月27日：大蔵少輔
- 貞観3年（861年） 正月13日：因幡介

## 系譜[1]
- 父：藤原貞本
- 母：橘島田麻呂の娘
- 妻：山背氏
  - 九男：藤原興範（844-917）
- 生母不明の子女
  - 男子：藤原真房
  - 男子：藤原興氏
  - 男子：藤原真湛